# 建築・環境デザイン学科
建築・環境デザイン学科（けんちく・かんきょう-がっか）
日本の大学に設置されている学科で、建築学に関する学科 であるが、ランドスケープデザインを含む環境デザインなどをも学ぶ。

## 建築・環境デザイン学科を持つ日本の大学
- 東北芸術工科大学

なお、かつては、下記の大学に同名称の学科が存在した。
- 長岡造形大学 造形学部
- 東海大学　芸術工学部

## 専修学校
- 山形デザイン専門学校 文化教養専門課程 環境デザイン科
- 青山製図専門学校 製図専門課程（工業） 建築設計デザイン科 環境デザインコース